# Lijst van voetbalinterlands Griekenland - Tsjechië
Deze lijst van voetbalinterlands is een overzicht van alle officiële voetbalwedstrijden tussen de nationale teams van Griekenland en Tsjechië. De landen speelden tot op heden vier keer tegen elkaar. Het eerste duel, een vriendschappelijke wedstrijd, werd gespeeld in Ioannina op 17 april 2002. De laatste ontmoeting, een groepswedstrijd tijdens het Europees kampioenschap voetbal 2012, vond plaats op 12 juni 2012 in Wrocław (Polen).

## Wedstrijden
| № | Plaats   | Datum            | Competitie        | Wedstrijd              | Uitslag |
| - | -------- | ---------------- | ----------------- | ---------------------- | ------- |
| 1 | Ioannina | 17 april 2002    | Vriendschappelijk | Griekenland – Tsjechië | 0 – 0   |
| 2 | Porto    | 1 juli 2004      | EK 2004           | Griekenland – Tsjechië | 1 – 0   |
| 3 | Praag    | 18 augustus 2004 | Vriendschappelijk | Tsjechië – Griekenland | 0 – 0   |
| 4 | Wrocław  | 12 juni 2012     | EK 2012           | Griekenland – Tsjechië | 1 – 2   |

## Samenvatting
| Competitie        | Totaal gespeeld | Winst Griekenland | Gelijk | Winst Tsjechië | Doelsaldo Griekenland – Tsjechië |
| ----------------- | --------------- | ----------------- | ------ | -------------- | -------------------------------- |
| EK-eindronde      | 2               | 1                 | 0      | 1              | 2 − 2                            |
| Vriendschappelijk | 2               | 0                 | 2      | 0              | 0 − 0                            |
| Totaal            | 4               | 1                 | 2      | 1              | 2 − 2                            |

## Details

### Eerste ontmoeting
| Vriendschappelijk (Ioannina, Griekenland, 17 april 2002): |              | |
| Griekenland | 0 – 0        | Tsjechië |
| | goals        | |
| Otto Rehhagel | bondscoach   | Karel Brückner |
| Antonis Nikopolidis Christos Patsatzoglou 46' Nikos Dabizas 58' Sotiris Kyrgiakos 46' Kostas Konstantinidis Stelios Venetidis Aggelos Mbasinas Pantelis Konstantinidis Vassilis Tsartas 43' Demis Nikolaidis 63' Stelios Jiannakopoulos 46' | opstellingen | 46' Martin Vaniak 23' Petr Johana 46' Miroslav Holeńák René Bolf Marek Jankulovski 82' Karel Poborský 67' Tomáš Galásek 46' Libor Sionko Pavel Nedvěd Štěpán Vachoušek 46' Jan Koller |
| Pantelis Kaffes 43' Vassilis Lakis 46' Theodoros Zagorakis 46' Georgos Georgiadis 46' Ioannis Gkoumas 58' Zisis Vryzas 63' | wissels      | 23' Antonín Mlejnský 46' Tomáš Ujfaluši 46' Antonín Kinský 46' Tomáš Hübschman 46' Jiří Štajner 67' Aleš Pikl 82' Pavel Horváth                                                       |
| Theodoros Zagorakis 82' | gele kaarten | 71' Aleš Pikl |

### Derde ontmoeting
| Vriendschappelijk (Praag, Tsjechië, 18 augustus 2004): |       |             |
| Tsjechië                                               | 0 – 0 | Griekenland |
|                                                        | goals |             |

### Vierde ontmoeting
| EK 2012 (Wrocław, Polen, 12 juni 2012): |              | |
| Griekenland | 1 – 2        | Tsjechië |
| Theofanis Gekas 53' | goals        | 3' Petr Jiráček 6' Václav Pilař |
| Fernando Santos | bondscoach   | Michal Bílek |
| Konstantinos Chalkias 23' José Holebas Kyriakos Papadopoulos Kostas Katsouranis Vasilis Torosidis Georgios Fotakis 46' Giorgos Karagounis Ioannis Maniatis Georgios Samaras Kostas Fortounis Dimitrios Salpigidis | opstellingen | Petr Čech David Limberský Michal Kadlec Tomáš Sivok Theodor Gebre Selassie Petr Jiráček Jaroslav Plašil Václav Pilař 46' Tomáš Rosický 64' Milan Baroš Tomáš Hübschman |
| Michalis Sifakis 23' Theofanis Gekas 46' | wissels      | 46' 90' Daniel Kolář 64' Tomáš Pekhart 90' František Rajtoral |
| Vasilis Torosidis 34' Kyriakos Papadopoulos 56' Dimitrios Salpigidis 57' | gele kaarten | 27' Tomáš Rosický 36' Petr Jiráček 65' Daniel Kolář |